# تيريزا كانيلا جيمينيز
تيريزا كانيلا جيمينيز (بالإنجليزية: Teresa Canela Giménez)‏ (من مواليد 4 مارس 1959) وهي لاعبة شطرنج إسبانية حصلت على لقب «أستاذ دولي في (الشطرنج)» عام 1987.

## حياتها
فازت تيريزا كانيلا جيمينيز ست مرات ببطولات كاتالونيا للشطرنج للسيدات (1975، 1976، 1978، 1982، 1983، 1985) وأربع مرات حصلت على المركز الثاني في هذه البطولة. في عام 1987، شاركت توزلا تيريزا كانيلا جيمينيز في بطولة انترميلال العالمية لبطولة الشطرنج للسيدات حيث بقيت في المركز 16.
لعبت تيريزا كانيلا جيمينيز من أجل إسبانيا في أولمبياد الشطرنج للسيدات:
- في 1976، حصلت على المركز الثالث في أولمبياد الشطرنج 1976 في حيفا (+3، =4، -3)،
- في 1984، حصلت على المركز الثالث في أولمبياد الشطرنج 26 (نساء) في سلانيك (+5، =2، -3)،
- في 1986، حصلت على المركز الثالث في أولمبياد الشطرنج 27 (نساء) في دبي (+5، =2، -3)،
- في 1988، حصلت على المركز الثاني في أولمبياد الشطرنج 28 (نساء) في سلانيك (+2، =1، -8)،
- في 1990، حصلت على المركز الثالث في أولمبياد الشطرنج 29 (نساء) في نوفي ساد (+6، =2، -3).

في عام 1987، حصلت على لقب «أستاذ دولي في (الشطرنج)».

## وصلات خارجية
- تيريزا كانيلا جيمينيز على موقع الاتحاد الدولي للشطرنج (الإنجليزية)
- تيريزا كانيلا جيمينيز على موقع مباريات الشطرنج (الإنجليزية)
- تيريزا كانيلا جيمينيز على موقع 365Chess.com (الإنجليزية)
- تيريزا كانيلا جيمينيز على موقع Chesstempo.com (الإنجليزية)
- تيريزا كانيلا جيمينيز سجل أولمبياد الشطرنج للسيدات على موقع OlimpBase.org (الإنجليزية)
- Teresa Canela Giménez chess games at 365Chess.com